# Rozière (Coudre)
Die Rozière (manchmal auch Rosière geschrieben) ist ein Bach im mittleren Westen von Frankreich, der im Département Orne der Region Normandie westlich der Stadt Nogent-le-Rotrou verläuft.

## Geografie

### Verlauf
Die Rozière entspringt unter dem Namen Ruisseau de Guignère im westlichen Gemeindegebiet von Perche en Nocé, entwässert generell Richtung Süden durch den Regionalen Naturpark Perche und mündet nach rund zwölf Kilometern an der Gemeindegrenze von Val-au-Perche und La Chapelle-Souëf als linker Zufluss in die Coudre.

### Orte am Fluss
(Reihenfolge in Fließrichtung)
- La Guignière, Gemeinde Perche en Nocé
- Couasme, Gemeinde Dame-Marie
- La Rigalle, Gemeinde Dame-Marie
- La Borde, Gemeinde Dame-Marie
- La Mouchère, Gemeinde Saint-Cyr-la-Rosière
- Clémencé, Gemeinde Saint-Cyr-la-Rosière
- Champ-Durand, Gemeinde La Chapelle-Souëf
- La Princerie, Gemeinde Val-au-Perche